# Syncarida
De Syncarida zijn een superorde van kreeftachtigen die behoren tot de klasse Malacostraca.

## Anatomie
Syncarida verschillen van de andere Malacostraca door het ontbreken van een carapax. De eerste thoracomeer (segment van het borststuk) is al dan niet vergroeid met de kop. Bij de orde Anaspidacea zijn er 7 vrije thoracale segmenten en bij de orde Bathynellacea zijn er 8.

Antenne 1 bezit een drieledig steeltje en twee flagella. De tweede antenne draagt twee, soms gereduceerde, flagella. De mandibel bezit meestal geen lacinia mobilis.

Er is geen marsupium (broedbuidel), de pereopoden zijn voorzien van gezwollen exopodieten en het zesde pleoniet (segment van het achterlijf) is vaak vergroeid met het telson, en vormt dan een pleotelson.

## Ecologie
Syncarida zijn voornamelijke kleine interstitiële kreeftachtigen: ze leven in de ruimten tussen de zandkorrels. Ze komen voor bergriviertjes en kleine poeltjes, in de holen van zoetwaterkreeftjes en tussen veenmos. De vertegenwoordigers van de familie Stygocardididae zijn blinde stygobionten.

## Systematiek
Fossiele Syncarida zijn gevonden in zeewaterafzettingen uit het Carboon en het Perm.
De superorde Syncarida wordt onderverdeeld in twee recente orden (Anaspidacea en Bathynellacea), en één fossiele:
- Orde †Palaeocaridacea
- Orde Anaspidacea (Zuid-Australië (voornamelijk Tasmanië) en Zuid-Amerika)
- Orde Bathynellacea (Afrika, Madagaskar, Zuidwest-Azië, Japan, Australië, Nieuw-Zeeland, Zuid-Amerika, V.S. en Europa)